# بانيوس دي مولغاس
بلدية بانيوس دي مولغاس (بالإسبانية: Baños de Molgas) هي بلدية تقع في مقاطعة أورينسي التابعة لمنطقة غاليسيا شمال غرب إسبانيا.

## الديموغرافيا
بلغ عدد سكان بلدية بانيوس دي مولغاس 1.825 نسمة عام 2011 (وفقاً للمعهد الوطني للإحصاء الإسباني).
| 2.292 | 2.235 | 2.157 | 2.014 | 1.922 | 1.846 | 1.825 |